# Saint-Vincent-sur-Oust
Saint-Vincent-sur-Oust (tiếng Breton: Sant-Visant-an-Oud) là một xã ở tỉnh Morbihan trong vùng Bretagne tây bắc Pháp. Xã này có diện tích 15,66 km², dân số năm 1999 là 1096 người. Khu vực này có độ cao từ 1-60 mét trên mực nước biển.
Sông Oust tạo thành ranh giới phía bắc và phía đông. Sông Arz tạo thành phần lớn ranh giới phía tây nam.
Cư dân của Saint-Vincent-sur-Oust danh xưng trong tiếng Pháp là Vincentais.